# Meir Kessler
Meir Kessler (Bnei Brak, 1961. február 17. –) Modi'in Illit ciszjordániai városban főrabbi és a Beth Din vallási itélkező testület vezetője.
Szülővárosában, Bnei Brakban tanult előbb a város nemzetközi jelentőségű jesivájában amely Panevėžys litván városról kapta nevét, majd a jeruzsálemi Kol Torah jesivában, Slomo Zalman Auerbach tanítványaként tanult tovább.
Házasságkötése után Jeruzsálemben telepedett le, tanulmányait pedig Avrohom Yehoshua Soloveitchik vezetésével a Brisk jesivák kereteiben folytatta.
Édesapja, aki az első rabbi volt Modi'in Illitben, 1996 júniusában meghalt, és ekkor ő vette át ezt a hivatást.